# Helolaphyctis nitida
Helolaphyctis nitida là một loài ruồi trong họ Asilidae. Helolaphyctis nitida được Hull miêu tả năm 1958. Loài này phân bố ở vùng Tân nhiệt đới.